# شوزو يوشيجامي
شوزو يوشيجامي (باليابانية: 吉上 昭三) في (فبراير 1928 – يناير 1996) كان مترجما يابانيا للأدب البولندي، وأستاذا في جامعة طوكيو.

## أعمال
شوزو ترجم إلى اللغة اليابانية الأعمال الكلاسيكية والمعاصرة للكتاب البولنديين، أمثال: هنريك سينكيفيتش ، Jerzy Andrzejewski ، Jerzy Broszkiewicz وستانيسواف لم.
شوزو كتب أيضا:
- Porando-gono nyumon (مقدمة في اللغة البولندية)، مع كيمورا شويتشي .
- Hyojun porando kaiwa (كتاب تفسير العبارات الشائعة البولندية)، مع Henryk Lipszyc.

## روابط خارجية
- Interview with Henryk Lipszyc نسخة محفوظة 28 سبتمبر 2007 على موقع واي باك مشين. at Gazeta Polska w Japonii (Polish)